# Elnaz Kaliakhmet
Elnaz Kaliakhmet est une joueuse d'échecs kazakhe née en 2010.

## Biographie et carrière
En 2023, Kaliakhmet est vice-championne des moins de 14 ans au Championnat du monde d'échecs de la jeunesse.
En 2025, elle termine deuxième du tournoi zonal d'Asie centrale, ce qui la qualifie pour la Coupe du monde d'échecs féminine 2025.
Elle remporte le championnat du Kazkhstan féminin 2025 . Âgée de 14 ans, c'est la plus jeune championne nationale de l'histoire.
Lors de la Coupe du monde d'échecs féminine 2025 jouée à Batoumi, elle atteint le troisième tour en battant Nino Batsiachvili avant d'être éliminée par Umida Omonova.